# エスプロン
エスプロン(esuprone)は、抗うつ薬として検討されている実験的薬剤の一つ。モノアミンオキシダーゼA(MAO-A)阻害剤として作用する。